# Meine teuflisch gute Freundin
Meine teuflisch gute Freundin (Arbeitstitel: How to be Really Bad) ist eine deutsche Komödie von Marco Petry aus dem Jahr 2018 mit Emma Bading, Janina Fautz und Samuel Finzi in den Hauptrollen. Das Drehbuch von Rochus Hahn und Marco Petry basiert auf einer Vorlage von Hortense Ullrich. Die Premiere erfolgte am 1. Mai 2018 am Filmkunstfest Mecklenburg-Vorpommern, wo der Film im Kinder- und Jugendfilmwettbewerb gezeigt wurde. Der Kinostart erfolgte in Deutschland am 28. Juni 2018 und in Österreich am 29. Juni 2018.

## Handlung
Eigentlich sieht die 14-jährige Lilith wie ein ganz normaler Teenager aus. Allerdings ist sie die Tochter des Teufels, der seine Zentrale in einem Hochhaus in Frankfurt am Main hat. Lilith empfindet ihr Leben auch tatsächlich als die Hölle, weil ihr strenger Vater ihr kaum Freiheiten lässt; außerdem ist er der Meinung, dass sie zu jung für die Arbeit als Teufel ist. Sie wäre gerne so richtig böse, das darf sie aber nur im Internet und unter Aufsicht ihres Privatlehrers. Weil ihr langweilig ist, möchte sie hinaus in die Welt und zeigen, was in ihr steckt. Also handelt sie mit ihrem Vater einen Deal aus und darf für eine Woche auf die Erde. Wenn es ihr gelingt, einen guten Menschen innerhalb dieser Woche zum Bösen zu verführen, darf sie dort bleiben. Andernfalls muss sie zurück in die höllische Langeweile und einen Job in der Buchhaltung ihres Vaters annehmen.
Im beschaulichen Ort Birkenbrunn sucht sich Liliths Vater die herzensgute Greta Birnstein als Opfer aus. Lilith bezieht bei Gretas warmherziger Familie Quartier. Greta ist die älteste Tochter der Familie Birnstein und nach Ansicht von Lilith ein seltsames Mädchen. Lilith beginnt zunächst mit ihrer Mission. Allerdings ist Greta ein schwierigerer Fall als gedacht, da sie keinen Funken Boshaftigkeit in sich trägt. Außerdem stellt sich Lilith in der Schule ein anderes Problem in Form ihres Mitschülers Samuel, in den sich Lilith verliebt (Teufel dürfen nicht lieben). Die Zeit drängt, Lilith muss endlich Ergebnisse liefern. Ihr Vater möchte nämlich zum Schulfest kommen, um das böse Werk seiner Tochter und das von ihr gestiftete Chaos zu begutachten. Nachdem sich zwischen Lilith und Greta eine Freundschaft entwickelt, tritt Liliths ursprünglicher Plan immer mehr in den Hintergrund, ist sogar in Gefahr, da sie sich schließlich nicht mehr in der Lage sieht, böse zu sein.
Freundschaft macht alles möglich: Durch einen nicht ganz braven Bühnenauftritt, ein paar böse Streiche und eine Portion Nagellack, mit dem sie sogar den Teufel überlistet, schafft es Greta, dass Lilith bei ihr bleiben darf.

## Soundtrack
1. Eine kleine Nachtmusik – Wolfgang Amadeus Mozart
2. Don’t Cha – The Pussycat Dolls
3. We are no Criminals – A Million Million

## Produktion und Hintergrund
Die Dreharbeiten fanden vom 5. April bis zum 25. Mai 2017 in Nordrhein-Westfalen und Niedersachsen statt. Produziert wurde der Film von der deutschen Tempest Film Produktion und Verleih GmbH, Koproduzenten waren die HTBRB Filmproduktionsgesellschaft und die Senator Film Köln GmbH.
Unterstützt wurde die Produktion von der Filmförderungsanstalt, der Medienboard Berlin-Brandenburg GmbH, dem Deutschen Filmförderfonds und der Film- und Medienstiftung NRW. Für das Kostümbild zeichneten Sarah Raible und Susan Bollig verantwortlich, für das Szenenbild Stefan Schönberg, für das Maskenbild Annette Schirmer und Kerstin Baar und für die Tongestaltung Manuel Meichsner und Valentin Finke, Tonmeister war Hubertus Müll.

## Anspielungen und biblische Bezüge
- Lilith ist in der christlich-jüdischen Mythologie der Name von Adams erster Frau und späterer Mutter der Dämonen.
- Das Geld ist in- und außerbiblisch oft die Verkörperung des Bösen (vgl. Mammon in der Bibel; Geldhexe Tyrannia Vamperl im „Wunschpunsch“).
- Rothaarige Frauen und Mädchen wie Lilith im Film standen in der Renaissance oft im Verdacht, als Hexen mit dem Teufel im Bunde zu sein.
- Als Lilith ein Kirchengebäude betritt, kocht das Weihwasser. Auch im Film Im Auftrag des Teufels gibt es eine ähnliche Szene, in der der Teufel in einer Kirche Weihwasser zum Verdampfen bringt.

## Rezeption
Jörg Brandes (RND) befand, dass Regisseur Marco Petry ein feines Gefühl fürs Timing habe. Zwar überzeichne er seine Charaktere, verankere sie aber in der Realität, sodass ihr Identifikationspotenzial erhöht werde, ohne dass die Komik zu kurz komme. Lilith serviere ihre Sprüche und Gemeinheiten wunderbar trocken, Emma Bading liefere eine starke Vorstellung ab.

## Auszeichnungen
- 2018: Deutsche Film- und Medienbewertung (FBW) – Prädikat „besonders wertvoll“[7]

## Publikation
- Hortense Ullrich: Meine teuflisch gute Freundin, Rowohlt Taschenbuch Verlag, Reinbek bei Hamburg 2018, ISBN 978-3-499-21803-3